# Grand Prix automobile de France 1959
GP précédent GP suivant
Le Grand Prix de France 1959 (XLVe Grand Prix de l'A.C.F.), disputé sur le circuit de Reims-Gueux le 5 juillet 1959, est la soixante-dix-neuvième épreuve du championnat du monde de Formule 1 courue depuis 1950 et la quatrième manche du championnat 1959. Il est également dénommé Grand Prix d'Europe 1959.

## Contexte avant la course

### Le championnat du monde
La saison 1959 marque un tournant dans le monde des Grands Prix, de nouvelles valeurs montantes apparaissant sur le devant de la scène qui en quelques mois a vu disparaître des champions établis, tandis que l'as argentin Juan Manuel Fangio a définitivement raccroché son casque. Donné favori dans la course au titre, Stirling Moss, qui court désormais pour des écuries privées, a vécu un début d'année difficile marqué par deux abandons successifs, tandis que Jack Brabham a parfaitement exploité les qualités de sa petite Cooper à moteur central arrière ; vainqueur de l'International Trophy (hors championnat) et du Grand Prix de Monaco, second aux Pays-Bas malgré des problèmes de boîte de vitesses, le discret pilote australien est rapidement sorti de l'anonymat pour occuper la tête du championnat du monde. Par deux fois les puissantes Ferrari, malgré le niveau de performance de Tony Brooks et Jean Behra, se sont inclinées face aux monoplaces britanniques.

### Le circuit
Inauguré en 1926, le circuit de Reims-Gueux dispute à celui de Spa-Francorchamps le statut de piste la plus rapide d'Europe. Son tracé triangulaire empruntant des routes nationale et départementales comporte de longues lignes droites et permet des vitesses de pointe frôlant les 300 km/h. En 1958, le Britannique Mike Hawthorn avait qualifié sa Ferrari à près de 211 km/h de moyenne et avait établi un nouveau record officiel en course, à plus de 206 km/h. Le meeting de Reims comporte également une course de Formule 2, qui clotûre le week-end, mais cette année les organisateurs ont supprimé l'épreuve d'endurance des 12 Heures, jusqu'alors disputée en lever de rideau du Grand Prix.

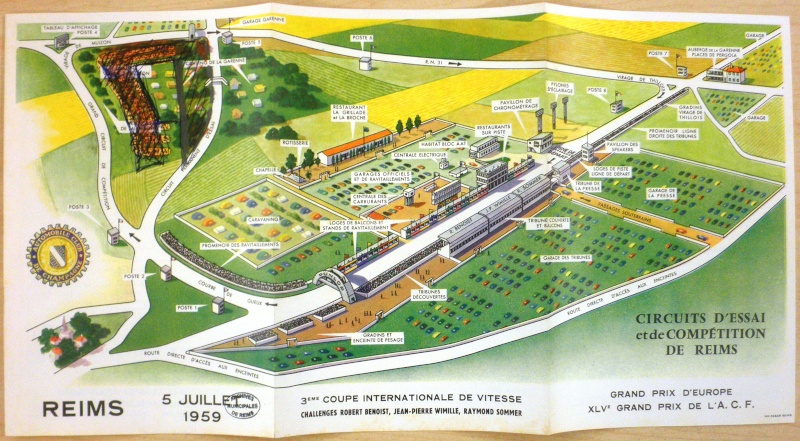
Tracé extrait du fascicule de 1959
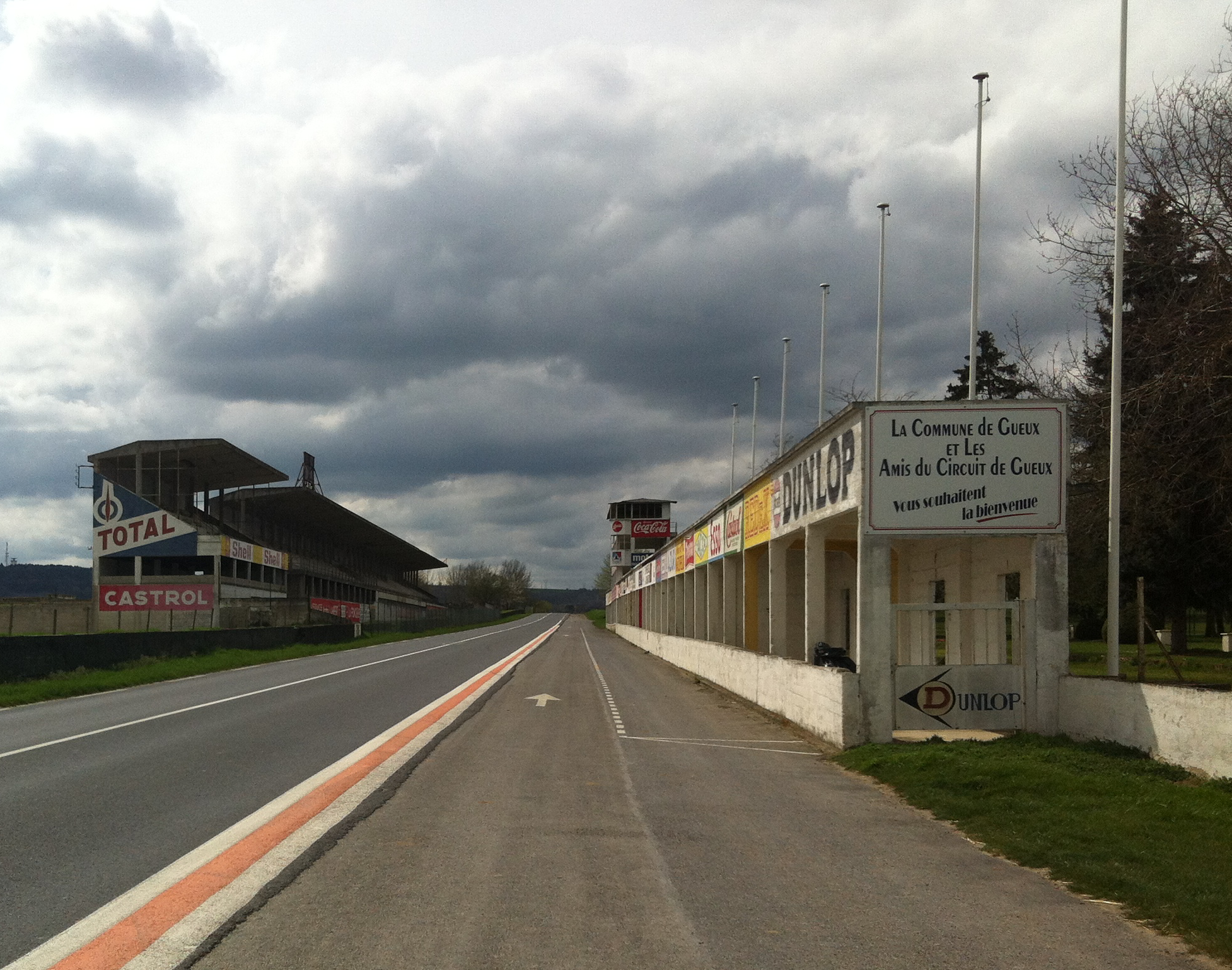
Les stands et la tribune principale du circuit de Reims-Gueux.
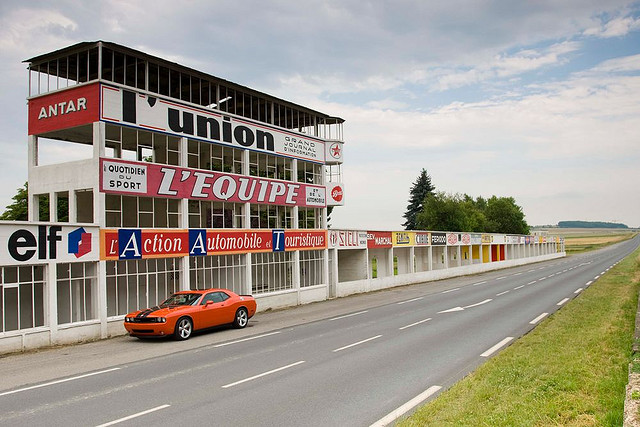
La ligne droite des stands
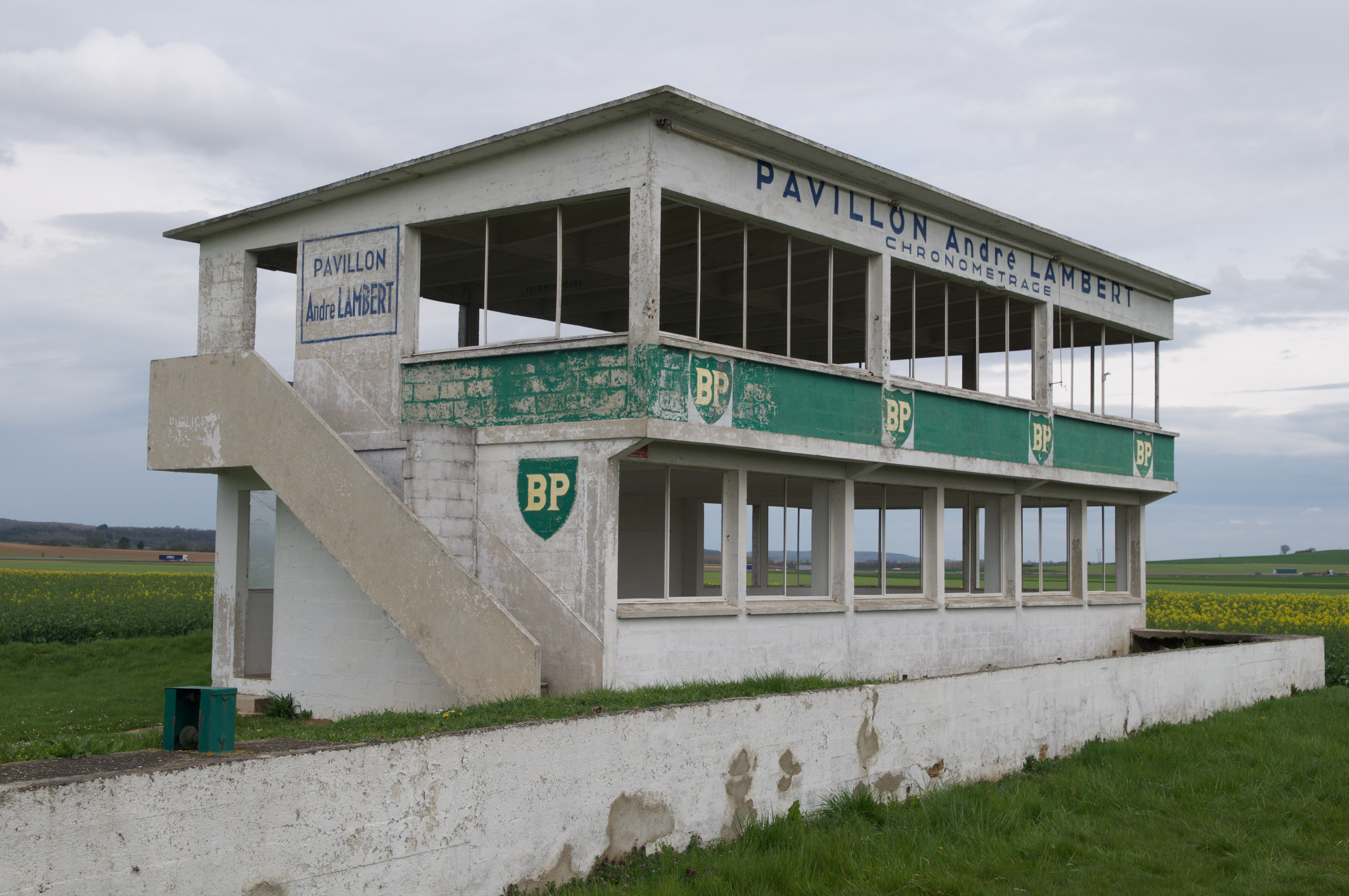
Le poste de chronométrage du circuit.

## Monoplaces en lice
- Ferrari Dino 246 "Usine"

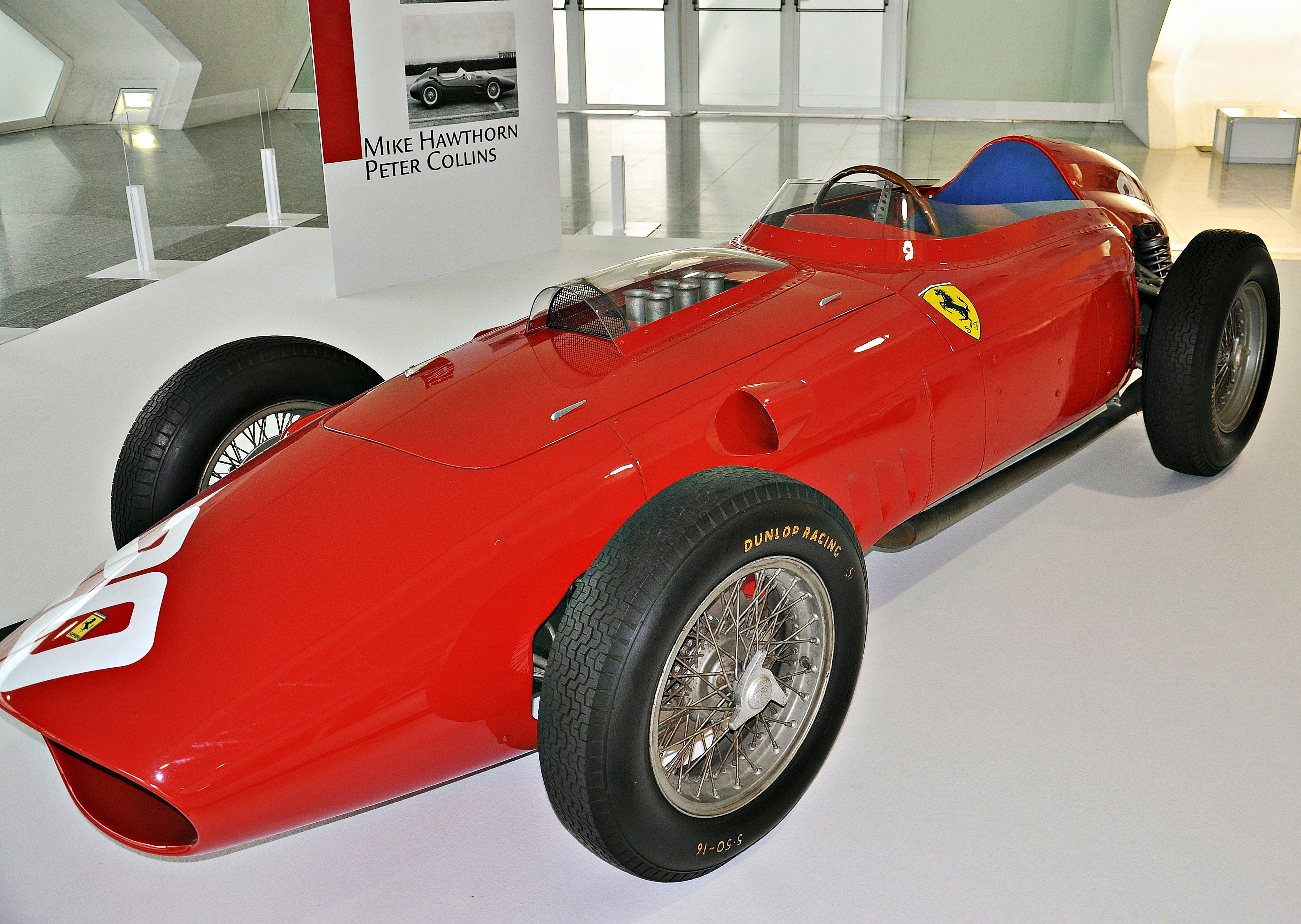
La Ferrari Dino 246, de loin la plus puissante du plateau.

La Scuderia Ferrari avait initialement prévu d'engager quatre Dino 246 pour finalement en aligner cinq, encouragée par les importantes primes de départ accordées par les organisateurs. Sur ce circuit rapide, c'est la dernière version « 256 » de 2474 cm3 du moteur V6 qui a été retenue, délivrant 300 chevaux. La situation est assez tendue au sein de l'équipe, Jean Behra (vainqueur à Aintree, hors championnat, en début de saison) revendiquant le rang de premier pilote alors qu'Enzo Ferrari préfère ne pas statuer et laisser s'établir une rivalité interne avec l'autre pilote de pointe Tony Brooks. Les trois autres voitures sont confiées à Phil Hill, Olivier Gendebien et Dan Gurney, qui effectue ici ses premiers pas en championnat du monde.
- Cooper T51 "Usine"

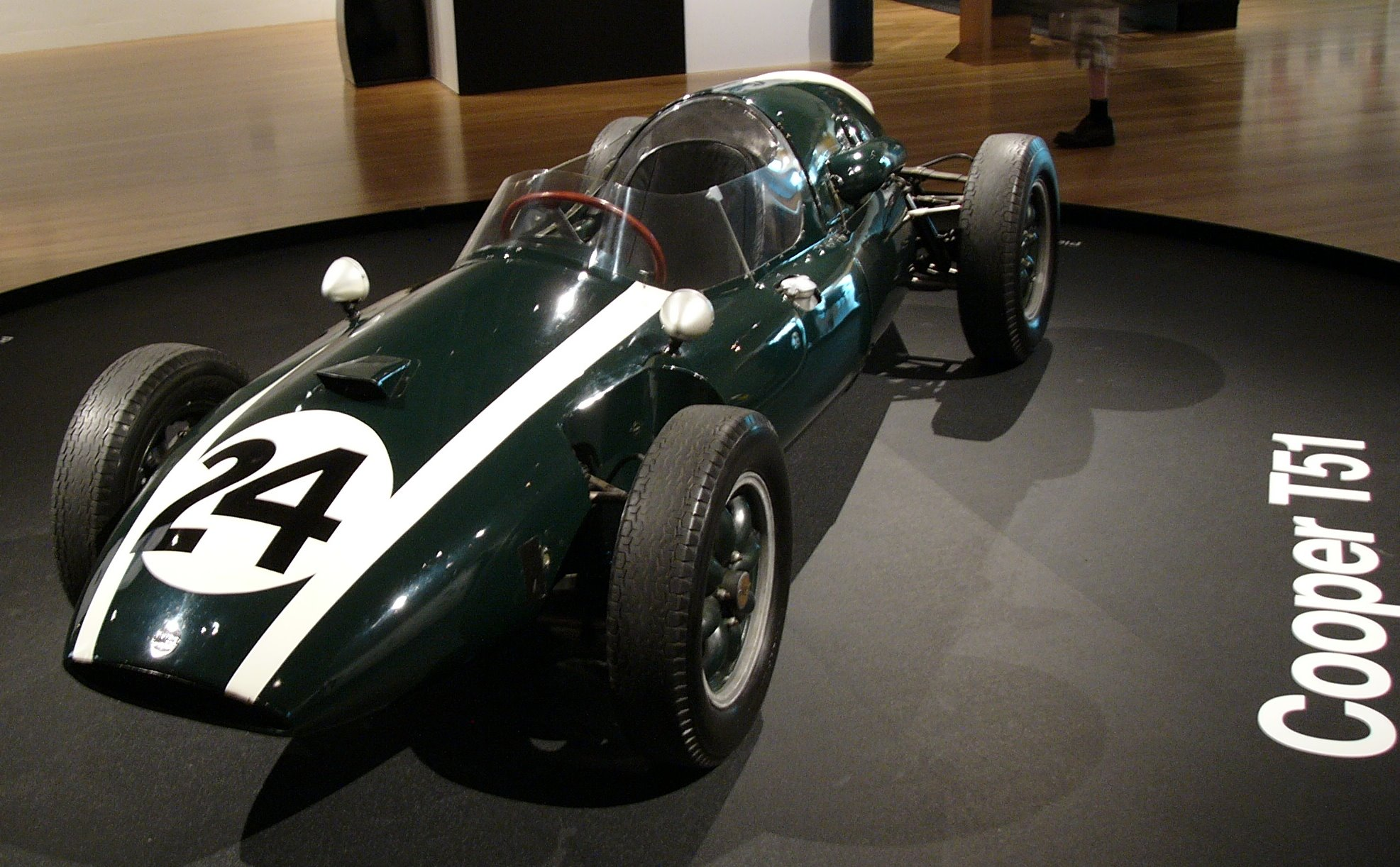
La Cooper T51, à moteur central arrière.

John Cooper dispose de son équipe complète, Jack Brabham étant épaulé par Masten Gregory et Bruce McLaren. Leurs trois monoplaces T51 se singularisent par leur architecture, le moteur Coventry Climax FPF de 2495 cm3 développant 220 chevaux à 6 750 tr/min étant monté en position centrale arrière. Sur les circuits sinueux, le faible poids (485 kg) et les qualités de tenue de route et de maniabilité de ces voitures compensent leur handicap de puissance face à leurs principales concurrentes, mais sur la très rapide piste champenoise les petites monoplaces britanniques risquent d'être fortement pénalisées par leur modeste vitesse de pointe. Aussi l'équipe a-t-elle préparé une T46, version carénée devant s'avérer plus véloce. En désaccord avec Stirling Moss qui a préféré s'aligner sur une BRM, Rob Walker n'engage qu'une seule monoplace T51, confiée à Maurice Trintignant. La Scuderia Centro Sud a engagé deux T51 équipées d'un moteur quatre cylindres Maserati pour les Britanniques Ian Burgess et Colin Davis, tandis que Roy Salvadori, sans volant après le forfait d'Aston Martin pour cette course, dispose finalement de la Cooper T45 engagée par High Efficiency Motors, également équipée du moteur Maserati.
- BRM P25 "Usine"

Auréolée de sa récente victoire au Grand Prix des Pays-Bas, la marque de Bourne a préparé trois P25 pour l'épreuve française, et dispose en outre de l'appui de Stirling Moss qui a acquis un modèle identique engagé par l'écurie British Racing Partnership dirigée par son père Alfred Moss. Désormais parfaitement au point, cette monoplace de 550 kg se révèle très maniable, et sa finesse de ligne compense en partie sa puissance modeste (250 chevaux). Les trois voitures officielles sont aux mains de Joakim Bonnier, Harry Schell et Ron Flockhart.
- Lotus 16 "Usine"

Colin Chapman aligne la même équipe qu'aux Pays-Bas, Graham Hill et Innes Ireland disposant de leurs habituelles « Type 16 ». Leur moteur Climax FPF est le même que celui qui équipe les Cooper, mais il est disposé à l'avant. Très compactes, les Lotus ne pèsent que 450 kg. Fragiles, elles se révèlent en outre délicates à piloter et ne peuvent briguer une place sur le podium. 
- Maserati 250F

Malgré l'arrêt de son activité F1 depuis l'automne 1957, la marque de Modène reste bien présente sur les circuits par le biais des équipes privées qui continuent à faire confiance à la vénérable 250F (moteur six cylindres en ligne, 270 chevaux), dont la conception initiale remonte à 1953. Quatre exemplaires sont présents à Reims, deux engagés par la Scuderia Ugolini pour Giorgio Scarlatti et Carel Godin de Beaufort, deux autres par la Scuderia Centro Sud pour les Sud-Américains Fritz d'Orey et Asdrúbal Fontes Bayardo.

## Coureurs inscrits
| no  | Pilote                       | Écurie                     | Constructeur | Modèle                | Moteur             | Pneumatiques |
| --- | ---------------------------- | -------------------------- | ------------ | --------------------- | ------------------ | ------------ |
| 2   | Stirling Moss                | British Racing Partnership | BRM          | BRM P25               | BRM L4             | D            |
| 4   | Joakim Bonnier               | Owen Racing Organisation   | BRM          | BRM P25               | BRM L4             | D            |
| 6   | Harry Schell                 | Owen Racing Organisation   | BRM          | BRM P25               | BRM L4             | D            |
| 8 - | Jack Brabham                 | Cooper Car Company         | Cooper       | Cooper T51 Cooper T46 | Coventry Climax L4 | D            |
| 10  | Masten Gregory               | Cooper Car Company         | Cooper       | Cooper T51            | Coventry Climax L4 | D            |
| 12  | Bruce McLaren                | Cooper Car Company         | Cooper       | Cooper T51            | Coventry Climax L4 | D            |
| 14  | Maurice Trintignant          | Rob Walker Racing Team     | Cooper       | Cooper T51            | Coventry Climax L4 | D            |
| 16  | Roy Salvadori                | High Efficiency Motors     | Cooper       | Cooper T45            | Maserati L4        | D            |
| 18  | Ian Burgess                  | Scuderia Centro Sud        | Cooper       | Cooper T51            | Maserati L4        | D            |
| 20  | Colin Davis                  | Scuderia Centro Sud        | Cooper       | Cooper T51            | Maserati L4        | D            |
| 22  | Jean Behra Olivier Gendebien | Scuderia Ferrari           | Ferrari      | Ferrari Dino 246      | Ferrari V6         | D            |
| 24  | Tony Brooks                  | Scuderia Ferrari           | Ferrari      | Ferrari Dino 246      | Ferrari V6         | D            |
| 26  | Phil Hill                    | Scuderia Ferrari           | Ferrari      | Ferrari Dino 246      | Ferrari V6         | D            |
| 28  | Dan Gurney                   | Scuderia Ferrari           | Ferrari      | Ferrari Dino 246      | Ferrari V6         | D            |
| 30  | Olivier Gendebien Jean Behra | Scuderia Ferrari           | Ferrari      | Ferrari Dino 246      | Ferrari V6         | D            |
| 32  | Graham Hill                  | Team Lotus                 | Lotus        | Lotus 16              | Coventry Climax L4 | D            |
| 34  | Innes Ireland                | Team Lotus                 | Lotus        | Lotus 16              | Coventry Climax L4 | D            |
| 36  | Asdrúbal Fontes Bayardo      | Scuderia Centro Sud        | Maserati     | Maserati 250F         | Maserati L6        | D            |
| 38  | Fritz d'Orey                 | Scuderia Centro Sud        | Maserati     | Maserati 250F         | Maserati L6        | D            |
| 40  | Giorgio Scarlatti            | Scuderia Ugolini           | Maserati     | Maserati 250F         | Maserati L6        | D            |
| 42  | Carel Godin de Beaufort      | Scuderia Ugolini           | Maserati     | Maserati 250F         | Maserati L6        | D            |
| 44  | Ron Flockhart                | Owen Racing Organisation   | BRM          | BRM P25               | BRM L4             | D            |

- En plus de sa Cooper T51 habituelle, Brabham disposait également d'une version carénée T46. Elle arborait le numéro quatre lors des essais, et non son numéro d'engagement[7].
- Behra et Gendebien ont échangé leurs monoplaces au début des essais[10].
- Utilisant occasionnellement un moteur de 2474 cm3, les versions 1959 des Ferrari Dino 246 sont parfois désignées « Dino 256[5] ».

## Qualifications
Les essais qualificatifs se déroulent en fin d'après-midi, les mercredi, jeudi et vendredi précédant la course. Sur cette piste rapide, les puissantes Ferrari sont largement favorites et le premier soir, avec des conditions de piste parfaites, Tony Brooks, dans son style coulé caractéristique, domine nettement ses adversaires. Frôlant les 300 km/h dans la longue ligne droite, il bat d'emblée les meilleurs temps de l'année précédente et terminera la session en établissant un nouveau record officieux de la piste à 214,4 km/h de moyenne ! Moins à l'aise, ses coéquipiers sont à plus d'une seconde. Behra, qui revendique le statut de premier pilote de la Scuderia, est mécontent de la monoplace qui lui a été attribuée et échange sa monture avec celle d'Olivier Gendebien, récupérant ainsi le châssis qu'il avait utilisé aux Pays-Bas. Seul pilote à essayer de rivaliser avec Brooks, Stirling Moss tire le maximum de sa BRM privée mais sa voiture est nettement moins rapide en pointe ; malgré une tentative en partant de l'échappatoire de Thillois pour obtenir une plus grande vitesse de passage devant les stands, il échoue à une demi-seconde de son compatriote, établissant cependant le deuxième temps de la séance. Chez Cooper, Jack Brabham a pu apprécier la vélocité de la version carénée, mais l'a toutefois jugée très instable de l'avant et a préféré revenir à son habituelle T51. 
La soirée du jeudi est plus chaude que la veille, et Brooks et Moss ne prennent pas la piste tandis que les autres pilotes tentent d'améliorer leurs performances. Malgré son handicap en vitesse de pointe, Brabham démontre une nouvelle fois les qualités de sa petite Cooper ; à seulement trois dixièmes de seconde du temps de référence réalisé par Brooks, il est le plus rapide de cette deuxième journée, ayant battu le temps de Moss. En toute fin de séance, Phil Hill, sur sa Ferrari égale pratiquement le temps de l'Australien, reléguant Moss en seconde ligne. Bien qu'ayant nettement amélioré ses temps de la veille, Behra est cependant battu par son coéquipier américain.
Il fait encore plus chaud le vendredi, et les performances des monoplaces s'en ressentent, aucun pilote n'étant en mesure d'améliorer ses temps. Brooks s'octroie donc la pole position et partira à la corde de la première ligne au côté de Brabham et Phil Hill, Moss étant à l'intérieur de la seconde ligne au côté de Behra, très déçu de sa cinquième place devant son public.

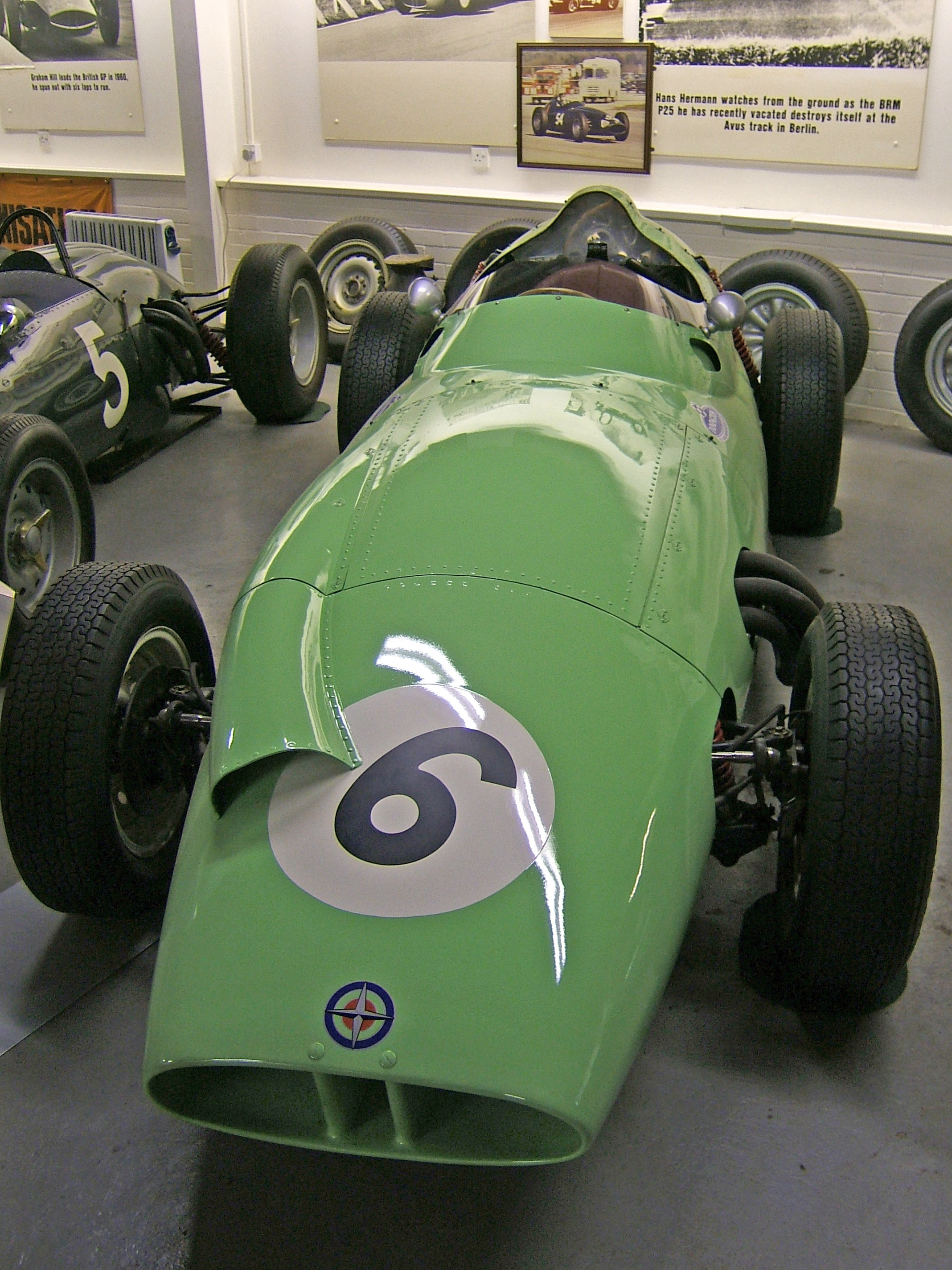
Moss a préféré la BRM P25 (photo) à son habituelle Cooper. Malgré ses efforts, il ne parviendra pas à se placer en première ligne.

| Pos. | Pilote                  | Écurie          | Temps        | Écart    |
| ---- | ----------------------- | --------------- | ------------ | -------- |
| 1    | Tony Brooks             | Ferrari         | 2 min 19 s 4 |          |
| 2    | Jack Brabham            | Cooper-Climax   | 2 min 19 s 7 | + 0 s 3  |
| 3    | Phil Hill               | Ferrari         | 2 min 19 s 8 | + 0 s 4  |
| 4    | Stirling Moss           | BRM             | 2 min 19 s 9 | + 0 s 5  |
| 5    | Jean Behra              | Ferrari         | 2 min 20 s 2 | + 0 s 8  |
| 6    | Joakim Bonnier          | BRM             | 2 min 20 s 6 | + 1 s 2  |
| 7    | Masten Gregory          | Cooper-Climax   | 2 min 20 s 8 | + 1 s 4  |
| 8    | Maurice Trintignant     | Cooper-Climax   | 2 min 21 s 3 | + 1 s 9  |
| 9    | Harry Schell            | BRM             | 2 min 21 s 5 | + 2 s 1  |
| 10   | Bruce McLaren           | Cooper-Climax   | 2 min 21 s 5 | + 2 s 1  |
| 11   | Olivier Gendebien       | Ferrari         | 2 min 21 s 5 | + 2 s 1  |
| 12   | Dan Gurney              | Ferrari         | 2 min 21 s 9 | + 2 s 5  |
| 13   | Ron Flockhart           | BRM             | 2 min 23 s 4 | + 4 s 0  |
| 14   | Graham Hill             | Lotus-Climax    | 2 min 23 s 7 | + 4 s 3  |
| 15   | Innes Ireland           | Lotus-Climax    | 2 min 24 s 2 | + 4 s 8  |
| 16   | Roy Salvadori           | Cooper-Maserati | 2 min 26 s 4 | + 7 s 0  |
| 17   | Colin Davis             | Cooper-Maserati | 2 min 32 s 3 | + 12 s 9 |
| 18   | Fritz d'Orey            | Maserati        | 2 min 34 s 0 | + 14 s 6 |
| 19   | Ian Burgess             | Cooper-Maserati | 2 min 35 s 2 | + 15 s 8 |
| 20   | Carel Godin de Beaufort | Maserati        | 2 min 35 s 4 | + 16 s 0 |
| 21   | Giorgio Scarlatti       | Maserati        | 2 min 35 s 6 | + 16 s 2 |

## Grille de départ du Grand Prix
| 1re ligne | Pos. 3                          |                                | Pos. 2                          |                             | Pos. 1                         |
|           | P. Hill Ferrari 2 min 19 s 8    |                                | Brabham Cooper 2 min 19 s 7     |                             | Brooks Ferrari 2 min 19 s 4    |
| 2e ligne  |                                 | Pos. 5                         |                                 | Pos. 4                      |                                |
|           |                                 | Behra Ferrari 2 min 20 s 2     |                                 | Moss BRM 2 min 19 s 9       |                                |
| 3e ligne  | Pos. 8                          |                                | Pos. 7                          |                             | Pos. 6                         |
|           | Trintignant Cooper 2 min 21 s 3 |                                | Gregory Cooper 2 min 20 s 8     |                             | Bonnier BRM 2 min 20 s 6       |
| 4e ligne  |                                 | Pos. 10                        |                                 | Pos. 9                      |                                |
|           |                                 | McLaren Cooper 2 min 21 s 5    |                                 | Schell BRM 2 min 21 s 5     |                                |
| 5e ligne  | Pos. 13                         |                                | Pos. 12                         |                             | Pos. 11                        |
|           | Flockhart BRM 2 min 23 s 4      |                                | Gurney Ferrari 2 min 21 s 9     |                             | Gendebien Ferrari 2 min 21 s 5 |
| 6e ligne  |                                 | Pos. 15                        |                                 | Pos. 14                     |                                |
|           |                                 | Ireland Lotus 2 min 24 s 2     |                                 | G. Hill Lotus 2 min 23 s 7  |                                |
| 7e ligne  | Pos. 18                         |                                | Pos. 17                         |                             | Pos. 16                        |
|           | Orey Maserati 2 min 34 s 0      |                                | Davis Cooper 2 min 32 s 3       |                             | Salvadori Cooper 2 min 26 s 4  |
| 8e ligne  |                                 | Pos. 20                        |                                 | Pos. 19                     |                                |
|           |                                 | Beaufort Maserati 2 min 35 s 4 |                                 | Burgess Cooper 2 min 35 s 2 |                                |
| 9e ligne  |                                 |                                | Pos. 21                         |                             |                                |
|           |                                 |                                | Scarlatti Maserati 2 min 35 s 6 |                             |                                |

## Déroulement de la course
Le jour de la course, la température est caniculaire. À midi, le tarmac a littéralement fondu en plusieurs endroits du circuit. Exceptionnellement, les pilotes ont été autorisés à accomplir un tour de reconnaissance peu avant le départ, donné à quatorze heures devant soixante mille spectateurs. De la première ligne, Tony Brooks exploite parfaitement la puissance de sa Ferrari pour prendre l'avantage sur la Cooper de Jack Brabham, également auteur d'un envol parfait. Sur la seconde Ferrari, Phil Hill prend le sillage de Brabham, tandis que son coéquipier Jean Behra, à la corde de la seconde ligne, reste immobilisé sur la ligne, moteur calé. Brooks est toujours en tête au moment d'aborder l'épingle de Muizon, talonné par Brabham et Phil Hill. Juste derrière ces trois hommes, Stirling Moss (BRM), qui s'était fait déborder au départ par la Cooper de Masten Gregory, repasse ce dernier à l'extérieur et au prix d'un freinage très appuyé parvient à s’extraire de la courbe en seconde position. Au premier passage devant les stands, Brooks conserve la tête, légèrement détaché devant Moss, Gregory, Brabham, Phil Hill, les deux BRM d'Harry Schell et Joakim Bonnier et la Cooper de Maurice Trintignant. Behra, qui a dû être poussé pour redémarrer sa machine, a perdu plus de trente secondes sur le peloton et occupe la vingtième place. Au cours des tours suivants, Brooks, dans son caractéristique style coulé, conserve l'avantage, mais derrière lui la bataille est intense au sein du peloton de chasse, tandis que Behra entame une impressionnante remontée. Au cinquième passage, Brooks est toujours légèrement détaché, désormais suivi par Gregory, Trintignant et Brabham, Moss et Hill, les positions évoluant en permanence dans ce groupe. Très incisif, Behra est déjà revenu en quatorzième position.
La chaleur est exténuante et l'état de la piste continue à se dégrader. Alors que Bonnier vient d'abandonner (joint de culasse), le revêtement du virage de Thillois commence à se désagréger et les monoplaces se mettent à projeter cailloux et morceaux de goudron. À l’amorce du huitième tour, Graham Hill regagne son stand pour abandonner, le radiateur de sa Lotus crevé par une pierre, alors que son coéquipier Innes Ireland s'était arrêté quelques minutes plus tôt pour changer ses lunettes brisées. Blessé au visage par une projection, Gregory rejoint son stand peu après. Également victime d'une insolation, il préfère renoncer. Après dix tours, Brooks possède quatre secondes d'avance sur Trintignant, cinq sur Brabham. Derrière, une scission s'est produite, Moss et Phil Hill comptant dix secondes de retard sur les deux Cooper. Talonnant son coéquipier Olivier Gendebien, Behra est maintenant septième à trente-cinq secondes de l'homme de tête. Trintignant tente de ne pas trop se faire distancer par Brooks et se détache peu à peu de Brabham, tandis qu'une âpre bataille pour la quatrième place s'engage entre Moss et Phil Hill, qui vont échanger leurs positions à plusieurs reprises. Behra, demandant le maximum à sa machine, est alors le plus rapide en piste ; il a facilement dépassé Gendebien et à ce rythme peut encore espérer revenir sur les premiers. Cependant, alors qu'il aborde pour la vingtième fois le virage de Thillois, Trintignant dérape sur l'asphalte fondu, effectue un tête à queue et cale son moteur. Il parviendra à repartir en poussant sa machine mais, épuisé par l'effort accompli sous l'intense chaleur, devra s'arrêter quelques instants au stand pour récupérer et se rafraîchir, perdant au total neuf places. Dan Gurney, qui effectuait ses débuts en Grand Prix, abandonne au même moment, le radiateur de sa Ferrari ayant été percé par une pierre.
Brooks a désormais plus de dix secondes d'avance sur Brabham. Phil Hill et Moss, toujours en pleine bagarre, sont maintenant sur le point d'être rejoints par Behra. Au terme du vingt-deuxième tour la jonction est faite ; au passage suivant, Behra est devant Moss, un tour encore et le Français a dépossédé Phil Hill de sa troisième place. C'est au tour de Brabham d'être sous la menace du pilote Ferrari, littéralement déchaîné, qui vient de réaliser un tour record à 208,2 km/h de moyenne. Juste avant la mi-course, Behra a rattrapé la Cooper du leader du championnat ; il tente de piquer son adversaire au freinage de Thillois, mais la manœuvre est quelque peu optimiste et il est obligé d'élargir un peu trop sa trajectoire et contraint de prendre l'échappatoire, permettant à l'Australien, qui a parfaitement négocié la courbe, de repasser devant. Hill en profite également pour repasser son coéquipier et se retrouve juste derrière Brabham, qu'il parvient bientôt à déborder. Behra repart à l'assaut, égalant son record de la piste au vingt-neuvième tour avant que son moteur, très sollicité depuis le départ, ne se mette soudainement à fumer. Au début du trentième tour Moss reprend la quatrième place. Brooks compte alors plus de trente secondes d'avance sur son coéquipier Phil Hill, qui a quelque peu distancé Brabham. Moss, qui a ménagé sa mécanique, accuse plus de quinze secondes de retard sur la Cooper tandis que Behra, cinquième, a considérablement ralenti. Il abandonnera peu après, moteur hors d'usage. Moss décide à ce moment de lancer une contre-offensive et, malgré un embrayage défectueux, va accomplir une série de tours très rapides qui le ramènent bientôt dans le sillage de Brabham. Au trente-huitième tour, le Britannique prend l'avantage et se met en devoir de rattraper Hill. Après avoir battu le record de la piste à plus de 209 km/h de moyenne, il est presque parvenu à rejoindre la seconde Ferrari quand, arrivant légèrement trop vite au virage de Thillois, il ne peut éviter de partir en tête-à-queue, calant son moteur. Malgré ses courageux efforts, il ne parvient pas à redémarrer par ses propres moyens et doit finalement se faire aider pour pousser sa voiture, ce qui lui vaut une disqualification immédiate. La course est jouée pour les Ferrari, Brooks et Hill réalisant le doublé, devant Brabham qui, sur un circuit non favorable à sa Cooper, parvient à conserver une nette avance au championnat. Quatrième sur le châssis à empattement court, Gendebien confirme l'aisance des Ferrari sur ce tracé. Par cette chaleur intense, beaucoup de pilotes ont terminé la course totalement épuisés, et plus particulièrement Phil Hill qui n’est parvenu à s'extirper de sa monoplace que grâce à l'aide de son coéquipier Brooks.

### Classements intermédiaires
Classements intermédiaires des monoplaces aux premier, troisième, cinquième, dixième, quinzième, vingtième, vingt-cinquième, trentième et quarantième tours.

### Classement de la course
| Pos  | No | Pilote                  | Écurie          | Tours | Temps/Abandon     | Grille | Points |
| ---- | -- | ----------------------- | --------------- | ----- | ----------------- | ------ | ------ |
| 1    | 24 | Tony Brooks             | Ferrari         | 50    | 2 h 01 min 26 s 5 | 1      | 8      |
| 2    | 26 | Phil Hill               | Ferrari         | 50    | + 27 s 5          | 3      | 6      |
| 3    | 8  | Jack Brabham            | Cooper-Climax   | 50    | + 1 min 37 s 7    | 2      | 4      |
| 4    | 22 | Olivier Gendebien       | Ferrari         | 50    | + 1 min 47 s 5    | 11     | 3      |
| 5    | 12 | Bruce McLaren           | Cooper-Climax   | 50    | + 1 min 47 s 7    | 10     | 2      |
| 6    | 44 | Ron Flockhart           | BRM             | 50    | + 2 min 05 s 7    | 13     |        |
| 7    | 6  | Harry Schell            | BRM             | 47    | + 3 tours         | 9      |        |
| 8    | 40 | Giorgio Scarlatti       | Maserati        | 41    | + 9 tours         | 21     |        |
| 9    | 42 | Carel Godin de Beaufort | Maserati        | 40    | + 10 tours        | 20     |        |
| 10   | 38 | Fritz d'Orey            | Maserati        | 40    | + 10 tours        | 18     |        |
| 11   | 14 | Maurice Trintignant     | Cooper-Climax   | 36    | + 14 tours        | 8      |        |
| Dsq. | 2  | Stirling Moss           | BRM             | 42    | Aide extérieure   | 4      | 1      |
| Abd. | 30 | Jean Behra              | Ferrari         | 31    | Moteur            | 5      |        |
| Abd. | 16 | Roy Salvadori           | Cooper-Maserati | 20    | Moteur            | 16     |        |
| Abd. | 28 | Dan Gurney              | Ferrari         | 19    | Radiateur         | 12     |        |
| Abd. | 34 | Innes Ireland           | Lotus-Climax    | 14    | Roulement de roue | 15     |        |
| Abd. | 18 | Ian Burgess             | Cooper-Maserati | 13    | Moteur            | 19     |        |
| Abd. | 10 | Masten Gregory          | Cooper-Climax   | 8     | Problème physique | 7      |        |
| Abd. | 32 | Graham Hill             | Lotus-Climax    | 7     | Radiateur         | 14     |        |
| Abd. | 20 | Colin Davis             | Cooper-Maserati | 7     | Fuite d'huile     | 17     |        |
| Abd. | 4  | Jo Bonnier              | BRM             | 6     | Moteur            | 6      |        |
| Nq.  | 36 | Asdrúbal Fontes Bayardo | Maserati        |       | Non qualifié      |        |        |

Légende:
- Abd.=Abandon - Nq.=Non qualifié - Dsq.=Disqualifié

### Pole position et record du tour
- Pole position :  Tony Brooks en 2 min 19 s 4 (vitesse moyenne : 214,399 km/h). Temps réalisé lors de la séance d'essais du mercredi 1er juillet[11].
- Meilleur tour en course :  Stirling Moss en 2 min 22 s 8 au quarantième tour (vitesse moyenne : 209,294 km/h). Malgré sa disqualification, Moss n'a pas été dépossédé de son meilleur tour en course[15].

### Tours en tête
- Tony Brooks : 50 tours (1-50)

## En marge de la course

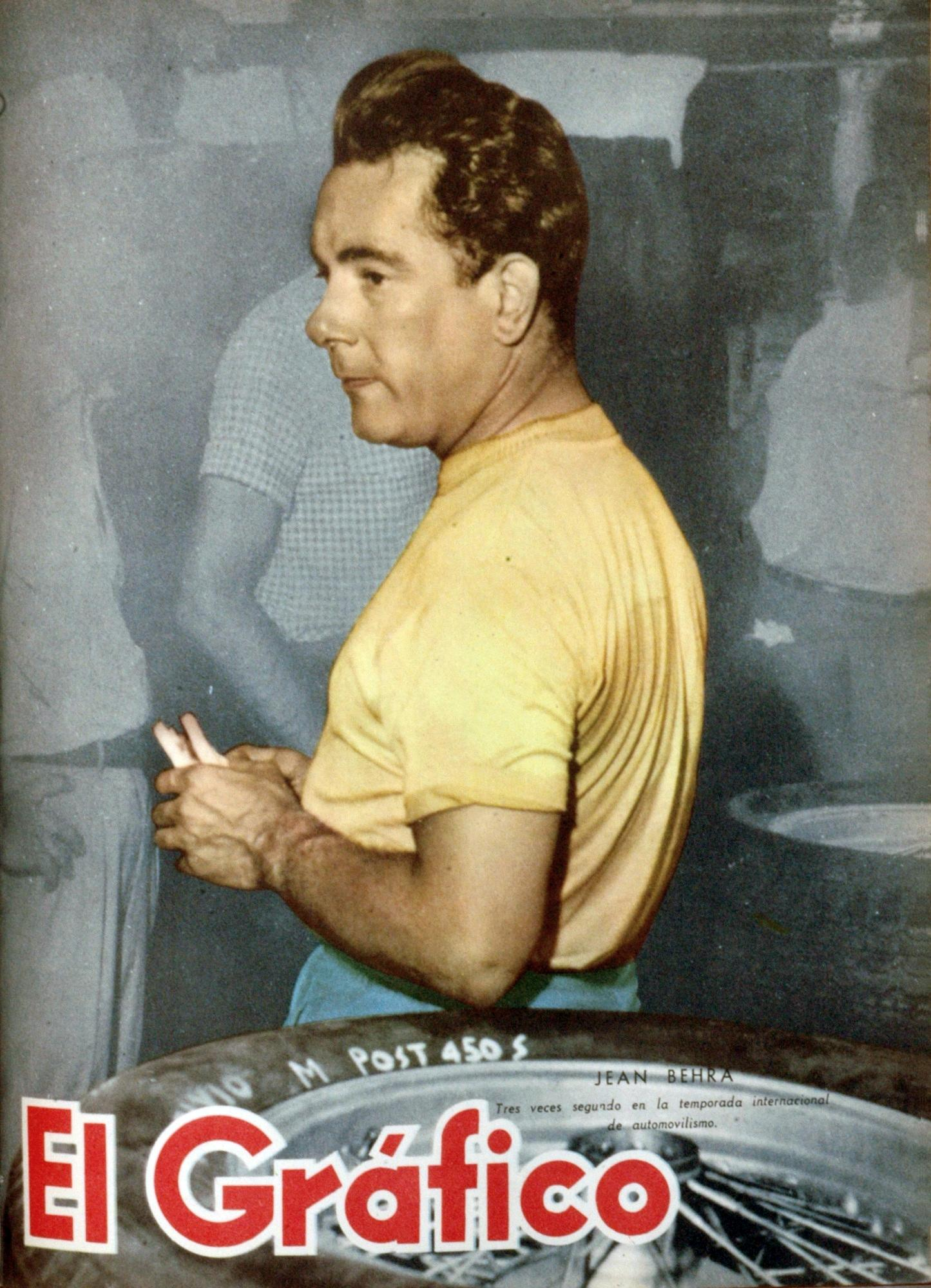
La personnalité de Jean Behra n'était pas vraiment adaptée aux méthodes de la Scuderia Ferrari.

### L'altercation Behra - Tavoni
Lors des premiers essais, Jean Behra avait déclaré à plusieurs personnes qu'il n'appréciait pas le comportement de sa Ferrari, qu'il ne pouvait manier comme il le désirait. Il avait ensuite échangé sa voiture avec celle de son coéquipier Olivier Gendebien. Or, après l'arrivée et la remise des prix, le ton est monté entre Behra et le directeur sportif de la Scuderia Ferrari, Romolo Tavoni, ce dernier reprochant à son pilote d'avoir déclaré quelques jours plus tôt que la monoplace qui lui était initialement destinée était tordue. Déjà passablement énervé après son abandon, le bouillant pilote niçois a alors catégoriquement nié le propos ; malgré le témoignage du journaliste de L'Équipe Pierre About, confirmant expressément les dires du pilote, la conversation a rapidement dégénéré, Behra finissant par en venir aux mains !

### Le divorce Behra - Ferrari
Quelques jours après l'incident public les deux membres de la Scuderia, le contrat de Behra est résilié, d'un commun accord. Aucune annonce officielle n'est cependant communiquée, les deux protagonistes déclarant simplement regretter cette rupture, malheureusement inévitable, et que la séparation s'était effectuée à l'amiable.

## Classement général à l'issue de la course
- Attribution des points : 8, 6, 4, 3, 2 respectivement aux cinq premiers de chaque épreuve et 1 point supplémentaire pour le pilote ayant accompli le meilleur tour en course (signalé par un astérisque).
- Pour la coupe des constructeurs, même barème mais seule la voiture la mieux classée de chaque équipe inscrit des points. Le point du meilleur tour en course n'est pas comptabilisé. Les 500 miles d'Indianapolis ne sont pas pris en compte pour cette coupe, la course n'étant pas ouverte aux monoplaces de formule 1.
- Le règlement permet aux pilotes de se relayer sur une même voiture, les points éventuellement acquis étant alors perdus pour pilotes et constructeur[11].

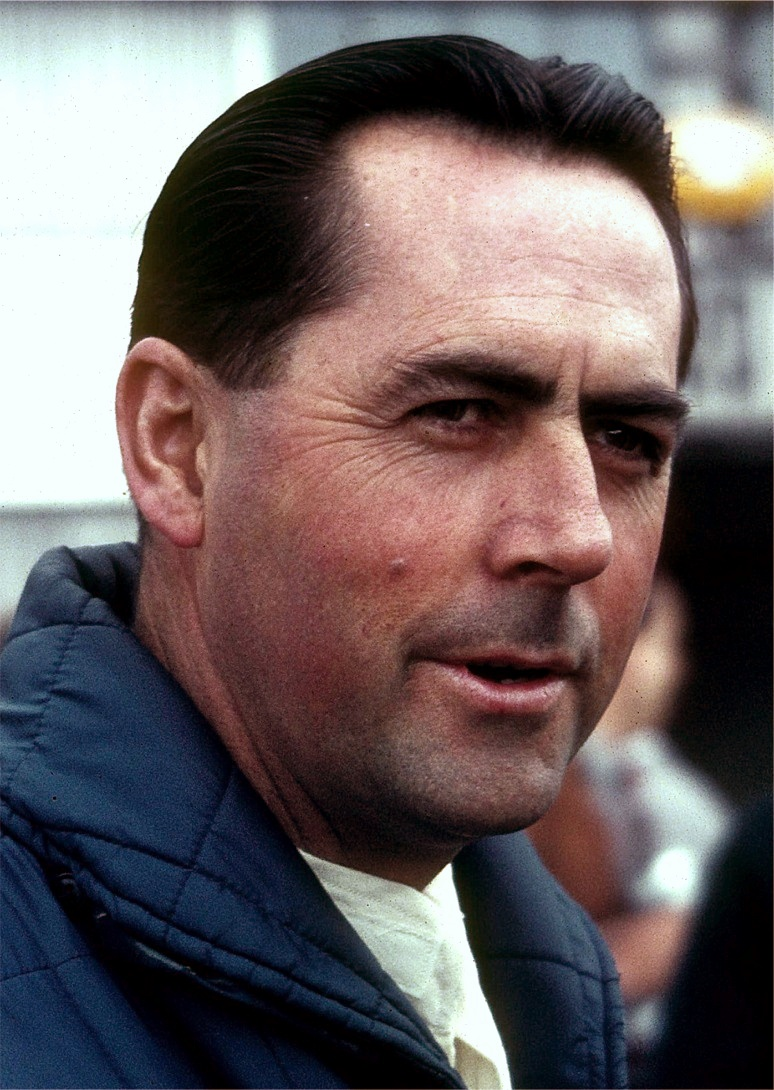
Troisième en France sur un circuit peu favorable à sa monture, Jack Brabham conserve la tête du classement provisoire du championnat.

| Pos. | Pilote              | Écurie       | Points | MON | 500 | NL | FRA | GBR | ALL | POR | ITA | USA |
| ---- | ------------------- | ------------ | ------ | --- | --- | -- | --- | --- | --- | --- | --- | --- |
| 1    | Jack Brabham        | Cooper       | 19     | 9*  | -   | 6  | 4   |     |     |     |     |     |
| 2    | Tony Brooks         | Ferrari      | 14     | 6   | -   | -  | 8   |     |     |     |     |     |
| 3    | Phil Hill           | Ferrari      | 9      | 3   | -   | -  | 6   |     |     |     |     |     |
| 4    | Rodger Ward         | Watson       | 8      | -   | 8   | -  | -   |     |     |     |     |     |
|      | Joakim Bonnier      | BRM          | 8      | -   | -   | 8  | -   |     |     |     |     |     |
| 6    | Jim Rathmann        | Watson       | 6      | -   | 6   | -  | -   |     |     |     |     |     |
| 7    | Johnny Thomson      | Lesovsky     | 5      | -   | 5*  | -  | -   |     |     |     |     |     |
| 8    | Maurice Trintignant | Cooper       | 4      | 4   | -   | -  | -   |     |     |     |     |     |
|      | Masten Gregory      | Cooper       | 4      | -   | -   | 4  | -   |     |     |     |     |     |
|      | Bruce McLaren       | Cooper       | 4      | 2   | -   | -  | 2   |     |     |     |     |     |
| 11   | Tony Bettenhausen   | Epperly      | 3      | -   | 3   | -  | -   |     |     |     |     |     |
|      | Innes Ireland       | Lotus        | 3      | -   | -   | 3  | -   |     |     |     |     |     |
|      | Olivier Gendebien   | Ferrari      | 3      | -   | -   | -  | 3   |     |     |     |     |     |
| 14   | Paul Goldsmith      | Epperly      | 2      | -   | 2   | -  | -   |     |     |     |     |     |
|      | Jean Behra          | Ferrari      | 2      | -   | -   | 2  | -   |     |     |     |     |     |
|      | Stirling Moss       | Cooper & BRM | 2      | -   | -   | 1* | 1*  |     |     |     |     |     |

| Pos. | Écurie        | Points | MON | 500 | NL | FRA | GBR | ALL | POR | ITA | USA |
| ---- | ------------- | ------ | --- | --- | -- | --- | --- | --- | --- | --- | --- |
| 1    | Cooper-Climax | 18     | 8   | -   | 6  | 4   |     |     |     |     |     |
| 2    | Ferrari       | 16     | 6   | -   | 2  | 8   |     |     |     |     |     |
| 3    | BRM           | 8      | -   | -   | 8  | -   |     |     |     |     |     |
| 4    | Lotus-Climax  | 3      | -   | -   | 3  | -   |     |     |     |     |     |

## À noter
- 5e victoire en championnat du monde pour Tony Brooks.
- 28e victoire en championnat du monde pour Ferrari en tant que constructeur.
- 28e victoire en championnat du monde pour Ferrari en tant que motoriste.
- 53e et dernier Grand Prix de championnat du monde pour Jean Behra. Le Français, licencié par Ferrari quelques jours après l'épreuve, décède moins de quatre semaines plus tard, en lever de rideau du GP d'Allemagne, sur le dangereux circuit de l'AVUS, humide, où il perd le contrôle de sa Porsche et s'écrase contre le support en béton d'une vieille batterie de DCA allemande.
- Stirling Moss a été disqualifié pour avoir reçu de l'aide extérieure, mais inscrit quand même un point pour le record du tour en course.